# Zhengcun (sockenhuvudort i Kina, Jiangxi Sheng, lat 28,95, long 114,53)
Zhengcun är en sockenhuvudort i Kina. Den ligger i provinsen Jiangxi, i den sydöstra delen av landet, omkring 140 kilometer väster om provinshuvudstaden Nanchang. Antalet invånare är 13 107. Befolkningen består av 6 605 kvinnor och 6 502 män. Barn under 15 år utgör 22,0 %, vuxna 15-64 år 67 %, och äldre över 65 år 10,0 %.
Runt Zhengcun är det ganska tätbefolkat, med 160 invånare per kvadratkilometer. Närmaste större samhälle är Xigang, 19,7 km nordväst om Zhengcun. I omgivningarna runt Zhengcun växer i huvudsak blandskog.
Genomsnittlig årsnederbörd är 2 406 millimeter. Den regnigaste månaden är maj, med i genomsnitt 404 mm nederbörd, och den torraste är oktober, med 55 mm nederbörd.